# 让·布里丹
让·布里丹（Jean Buridan，拉丁文写法为Joannes Buridanus；1292年—1363年），法国哲学家，经院哲学博士，欧洲宗教怀疑主义倡导者。在西方1340年，再造了冲力说理论。思想实验布里丹之驴就是以布里丹的名字命名的。

## 生平
出生地可能为贝蒂讷（加来海峡省），他在巴黎大学读书，师从于经院哲学家奥卡姆的威廉，后成为一名唯名论的追逐者。
他在巴黎教授哲学，并在1328年和1340年两次被选为所在城市大学的校长。作为一个哲学家，布里丹在教授成为一名激进的唯名论者并潜心研究哲学理论。
与应该成为一个哲学工作者相反的是，他在放弃了神学转而研究自由艺术，同时他又拒绝进入宗教序列转而成为了一名教区神甫。从1340年开始，他开始反对他的导师奥卡姆的威廉。这一事件口来被看成了宗教怀疑主义的开端以及科学革命的黎明。
因为受到现实主义者迫害，他去到了德国，并在那里建立了一个学校，并在维也纳开始上课。作为一个唯名主义者，布里丹关注人类自由的存在，并在对阿里斯多德的伦理学的评述中长期讨论关于自由意志的问题。
布里丹为超越冲力说理论自己开始印证伽利略的理论。“奥卡姆主义者”后来发起的一场运动使布里丹的作品被列入1474至1481年的禁书目录。
布里丹又发表了地球陆地海洋分离理论，由此打破了他所在时期的神学观念。阿尔伯托·德·萨克斯为当时他的最著名的信奉者当中的一个，被认为是一位逻辑学家。
当时很多关于追求布里丹的爱慕者的野史证明其当时在巴黎充满着光环及神秘感。他所拥有超凡的感染力也是他得到了很多学院的津贴支持。按照历史年鉴的传统，布里丹在年轻的时候就被介绍到内勒塔，在那里法兰西路易十世之后的妻子，纳瓦尔王后勃艮第的玛格丽特与其私会，最终导致布里丹成为了路易十世暴虐的受害者。

## 衝力說
文藝復興之前，在西方哲學裏最被廣泛接受的運動理論是建立於大約 335 BC至322 BC的亞里斯多德的學說。亞里斯多德表明，假設沒有「暴力」（violent force）施加，所有（在地球上的）物體最終都會停止運動，靜止於其自然位置，但只要有暴力促使物體運動，物體會持續其運動狀態。當拋物體被拋擲出去時，拋擲者的暴力轉移到拋物體周圍的空氣，使這些空氣流動，成為新的推動者，繼續不停地促使拋物體移動。
跟隨约翰·斐劳波诺斯和伊本·西那的腳步，布里丹提議，由於物體擁有的某種性質，使得運動得以維持。他稱呼促使物體運動的性質為衝力，這衝力是由推動者傳送給物體，促使物體運動。他否定了衝力會自己消耗殆盡的想法。布里丹認為永存不朽的衝力是被空氣阻力或磨擦力等等逐漸抵銷，只要衝力大於阻力或磨擦力等等，物體就會繼續移動。布里丹的衝力與物體密度和體積成正比；速度越大，衝力也越大；物體內部的物質越多，就能夠接受越多的衝力。
從日常觀察中，布里丹想出許多反例來反駁亞里斯多德的理論：
- 假設一個陀螺或磨石繞著固定軸旋轉，請問空氣怎樣在這些物體的後面推動旋轉？
- 現在，為這旋轉物量身打造一個鑄模，將這鑄模包在旋轉物外面，不讓在旋轉物與鑄模之間有任何空隙。這樣，在旋轉物與鑄模之間，不會存在任何空氣，請問空氣怎樣推動旋轉？
- 設想一艘拖船拖曳著另一艘船，航行於風平浪靜的靜止大海。現在，將拖繩切斷，則因為海水阻力與空氣阻力，被拖的船會慢慢的停止航行。在這時候，站在甲板上、面向船前方的海員會感覺到空氣對著臉面吹拂，從船前方吹向船後方，試圖減慢船的航行；他不會感覺到空氣對著後背吹拂，從船後方吹向船前方，試圖推動船的航行。
- 思考石頭與羽毛這兩種物質，空氣應該比較容易推動羽毛。但是，為什麼同樣地分別將石頭與羽毛拋射出去，石頭移動的距離比羽毛遠了很多？

儘管與慣性的摩登概念很相似，布里丹只把自己的理論視為亞里斯多德基本哲學的微小修正，堅持許多其他亞里斯多德派的觀念，例如，他認為運動狀態與靜止狀態是兩種不同的狀態。布里丹又主張，衝力不但適用於直線運動，也適用於圓周運動，促使物體（例如，星體）呈圓周運動。
薩克森的阿爾伯特是布里丹的學生。他將布里丹的學說廣傳至義大利與中歐。在牛津大學墨頓學院的思想家赫特斯柏立的威廉最先表述出平均速度定理：在同樣時間間隔内，假若等速度物體的速度是等加速度物體的最初速度和最終速度的總和的一半，則此二物體移動的距離相等。這定理是自由落體定律的基礎。早在伽利略·伽利萊之前，他們就已做實驗證實了這定理。